# Lepanthes morleyi
Lepanthes morleyi är en orkidéart som beskrevs av Carlyle August Luer och Stig Dalström. Lepanthes morleyi ingår i släktet Lepanthes och familjen orkidéer.
Artens utbredningsområde är Ecuador. Inga underarter finns listade i Catalogue of Life.